# Bananenflanke (Autobiografie)
Bananenflanke ist der zweite Teil der Autobiografie des Schweizer Rockmusikers und Musikproduzenten Chris von Rohr. Das autobiografische Werk mit dem Untertitel «Neue Geschichten aus dem Rock-Dschungel» behandelt das Leben von Rohrs von seinen Anfängen als Radiomoderator um 1991 bis zur Veröffentlichung von Trybguet, einem Album der schweizerischen Mundartband Patent Ochsner, anno 2003. Damit knüpft von Rohr nicht nahtlos an den ersten Teil seiner Autobiografie namens Hunde wollt ihr ewig rocken an, auch wenn das erste Kapitel von den schmerzvollen Erfahrungen nach seinem Rausschmiss bei der Hard-Rock-Band Krokus im Jahre 1983 handelt. Während der im Buch beschriebenen Zeit feierte der Autor insbesondere als Produzent der schweizerischen Hard-Rock-Band Gotthard weiterhin grosse Erfolge. Die Band erhielt für ihre Alben in der Schweiz mehrere Platinauszeichnungen. Ausserdem erfuhr von Rohr mit der Geburt seiner Tochter Nilou im Jahr 2001 auch grosses privates Glück.

## Inhalt
Den zweiten Teil seiner Autobiografie beginnt Chris von Rohr mit den schmerzvollen Erfahrungen und dem emotionalen Tiefpunkt, mit dem er sich unmittelbar nach der Trennung von Krokus, um Weihnachten 1983 herum, auseinandersetzen musste.
Mit dem zweiten Kapitel vollzieht von Rohr dann aber einen zeitlichen Sprung von etwa zehn Jahren. Dabei erzählt er zunächst von einem Radio-Interview im DRS 3 (heute SRF 3), das in der Schweiz in Erinnerung geblieben ist, da die Talkshow Focus nach etwa 40 Minuten abgebrochen werden musste und von Rohr, nachdem er den Moderator Ueli Schmelzer mit einem Papierstapel beschmissen hatte, wutentbrannt das Studio verliess. Ausserdem berichtet er von seiner kurz darauf bei Radio24 ins Programm genommenen eigenen Radioshow Volles Rohr, die er einerseits hinsichtlich Themen und Songauswahl so gestalten konnte, wie er wollte und in der er andererseits andere bekannte Rockmusiker wie z. B. Steven Tyler, Alice Cooper, Jon Bon Jovi oder Ted Nugent begrüssen konnte.
Ab dem dritten Kapitel widmet sich der Autor der Phase als Produzent und Mentor der Band Gotthard. Dabei schildert er zunächst u. a. den ersten Eindruck, den er von den Musikern hatte, wie er zu dieser Aufgabe als Motor der Tessiner Rockband kam, warum die Band über ihre erste Goldauszeichnung weniger erfreut war und wie sie den Auftritt bei der Gala zu Udo Jürgens’ 60. Geburtstag meisterte. Weiterhin skizziert er die Zusammenarbeit der Band mit der spanischen Opernsängerin Montserrat Caballé und letztlich das mit dem Akustik-Live-Album D-Frosted offen zu Tage tretende Auseinanderleben von Band (Gotthard) und Mentor (Chris von Rohr). Trotz damit einhergehender grösserer Verkaufszahlen war dies aufgrund der musikalischen Differenzen nicht mehr aufzuhalten und das gemeinsame Wirken endete ebenso schlagartig, wie 1983 von Rohrs Zeit bei Krokus – allerdings für den Autor deutlich weniger schmerzhaft. Von Rohr sah die Band in halbakustischem, ruhigerem Soundgewand stärker, die Band wollte aber weiterhin der härteren, rockigeren Gangart folgen. Zwischen den Erfahrungen und Erlebnissen mit und um Gotthard gewährt von Rohr dem Leser – wie bereits im Vorgänger Hunde wollt ihr ewig rocken – Einblicke in seine Beziehungen zum weiblichen Geschlecht. Er plaudert über ein nicht alltägliches Treffen mit Udo Jürgens, über chaotische Songaufnahmen für und mit dem US-amerikanischen Bluesmusiker Willy DeVille, über seine ganz besondere Beziehung zum Fussball und zum weissen Album der Beatles und nicht zuletzt über die besonderen Momente zunächst als werdender und schliesslich als seiender Vater.
Im letzten echten Kapitel erzählt von Rohr von den Aufnahmen mit der Mundartband Patent Ochsner, die er ebenfalls als Produzent begleitete. Das Album Trybguet, das dieser Kollaboration entsprang, erreichte ebenso, wie viele Gotthard-Alben zuvor mit von Rohr als Produzent, Platz 1 der schweizerischen Albumcharts. Die letzten Seiten des rund 270 Seiten fassenden Buches enthalten sowohl chronologisch als auch thematisch voneinander unabhängige Tagebucheinträge des Autors.

## Entstehung und Veröffentlichung
Der Entstehungsprozess von Bananenflanke ist deutlich kürzer als die des ersten Teils Hunde wollt ihr ewig rocken. Während sich letztgenanntes Werk über mehrere Jahre hinweg zur Vollständigkeit hin entwickelte – von Rohr begann bereits Mitte der 80er Jahre mit dem Schreiben des ersten Teils, veröffentlichte ihn aber erst 1991 – entstand der zweite Teil seiner Autobiografie wiederum ohne Mithilfe eines Ghostwriters in verhältnismässig kurzer Zeit, nämlich in weniger als einem Jahr. Etwa 1800 Arbeitsstunden brauchte der Autor für die Fertigstellung der Fortsetzung seiner Autobiografie mit dem Titel Bananenflanke, die im Jahr 2003 veröffentlicht wurde. Inzwischen ist die 2. Auflage des Buches im Handel erhältlich. Inhaltlich fällt im Vergleich zum Vorgänger auf, dass von Rohr weniger chronologisch vorgeht und den Fokus mehr auf für ihn und seine Lebensgeschichte wichtige Erfahrungen, Erlebnisse und Personen richtet. Die zahlreich im Werk vorhandenen Illustrationen stammen von Büne Huber, dem Frontmann der Band Patent Ochsner.
Bananenflanke ist bisher nur als Taschenbuch und nicht als gebundene Ausgabe erschienen.

## Ausgaben
- Chris von Rohr: Bananenflanke. Neue Geschichten aus dem Rock-Dschungel. 2. Auflage, Steinblatt, Biel 2003. ISBN 3-9520081-1-7